# Rue de l'Arcade (Paris)
Pour les articles homonymes, voir Rue de l’Arcade.
La rue de l'Arcade est une voie du 8e arrondissement de Paris.

## Situation et accès
Elle commence boulevard Malesherbes et se termine au 1, rue de la Pépinière et au 139, rue Saint-Lazare.

## Origine du nom
Son nom est dû à une arcade qui servait de communication entre les jardins des religieuses de la Ville l'Évêque.

## Historique
Cette rue occupe l'emplacement d'une ancienne chaussée qui menait à Argenteuil. Son nom, qui lui fut donné à la fin du XVIIIe siècle, fait allusion à une arcade en voûte, construite en 1651 et qui existait encore en 1850, qui reliait, à la hauteur des nos 15 et 18, les propriétés que les Bénédictines de la Ville-l'Évêque avaient de part et d'autre de la route d'Argenteuil. Les jardins des Bénédictines s'étendaient de part et d'autre de la route tandis que le couvent lui-même se situait à l'angle de la rue de Surène et de la rue de l'Arcade, du côté des numéros pairs.
Sa partie entre la rue des Mathurins et la rue de la Pépinière a porté au XVIIIe siècle le nom de « rue de la Pologne » car elle conduisait au quartier ou hameau de la Pologne qui était situé aux alentours du carrefour au croisement avec les rues du Rocher, Saint-Lazare, de la Pépinière et des Grésillons (actuelle rue de Laborde) soit l'actuelle place Gabriel-Péri.
Une décision ministérielle du 21 prairial an X (10 juin 1802) et une ordonnance royale du 25 novembre 1836 ont fixé la largeur minimale de la rue de l'Arcade à 10 mètres. Cette ordonnance a également approuvé le prolongement de la rue jusqu'au boulevard Malesherbes. Une nouvelle ordonnance du 11 février 1840 prescrivit la suppression de la partie de la rue de l'Arcade formant retour sur la rue de la Madeleine (aujourd'hui rue Pasquier). Cette disposition, ainsi que celle prévoyant le prolongement de la rue, furent exécutées en 1841.

## Bâtiments remarquables et lieux de mémoire

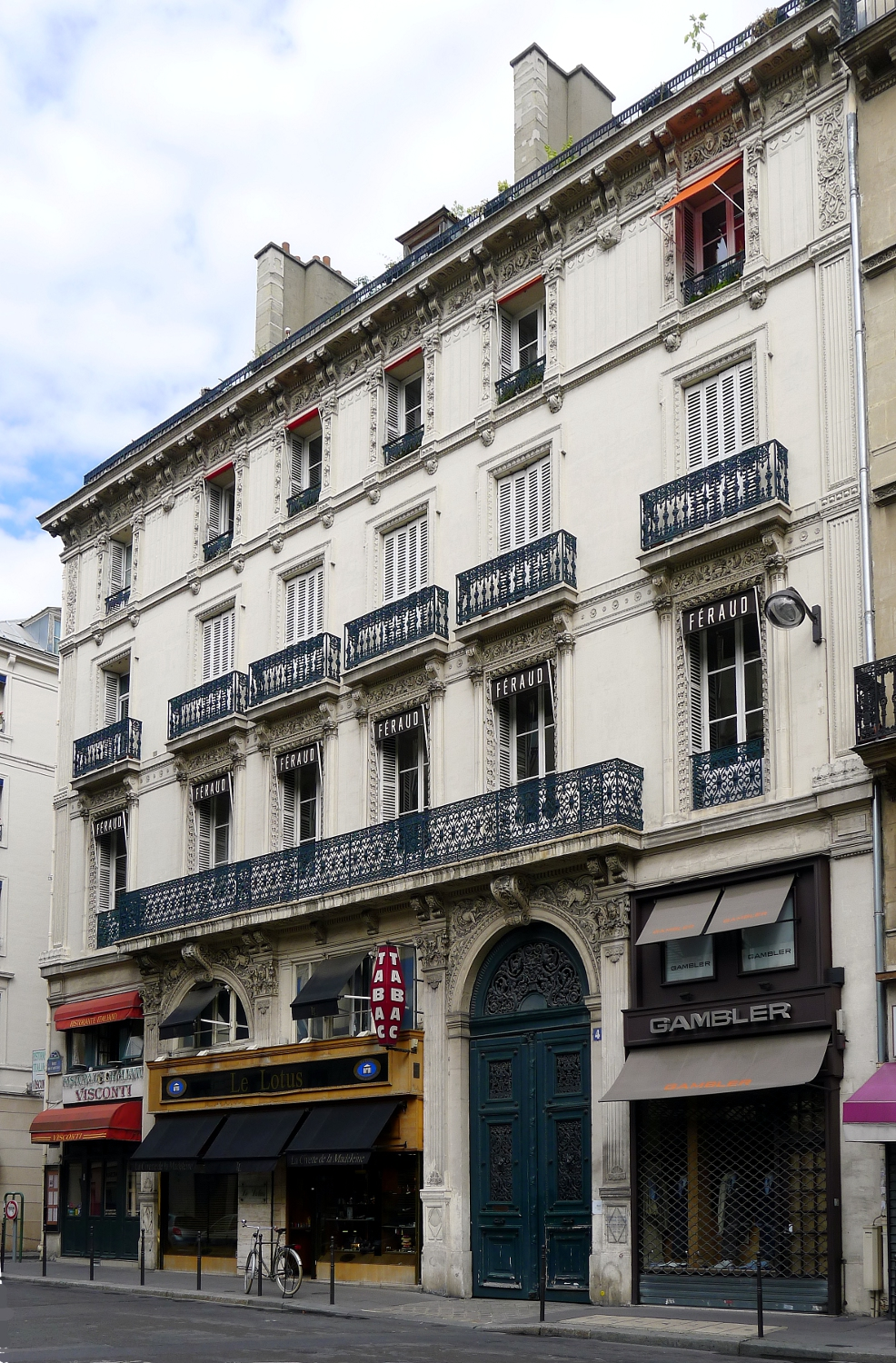
Immeuble du no 4.

- Alexandre Goüin (1792-1872), banquier et homme politique a habité dans la rue.
- Nos 2-20 : emplacement de l'ancien prieuré des bénédictines de la Ville-l'Évêque loti à la fin du XVIIIe siècle.
- À la suite de la prise d'otages des Jeux olympiques de Munich (1972), le Mossad met au point l'opération Vengeance, chargée d'éliminer plusieurs des membres de l'organisation terroriste impliquée dans le drame. Le 6 avril 1973, Basil al-Kubaisi est tué rue de l'Arcade, à l'angle avec la rue Chauveau-Lagarde[3],[4].
- No 11 : hôtel Marigny. Albert Le Cuziat, ancien valet de chambre du prince Radziwill et de la comtesse Greffulhe, fit l'acquisition de cet hôtel en 1917 et y installa une maison de rendez-vous pour homosexuels surnommée le « Temple de l'impudeur ». Lors d’une descente de police qui eut lieu après une dénonciation anonyme dans la nuit du 11 janvier au 12 janvier 1918, plusieurs couples de majeurs et de mineurs furent surpris dans les chambres, ainsi que Marcel Proust, qui buvait du champagne dans le salon avec un caporal de vingt ans et neuf mois. L’écrivain fut fiché : « Proust, Marcel, 46 ans, rentier[5]. » L'établissement fut également fréquenté par l'infant Louis-Ferdinand d'Orléans[6],[7].
- No 14 : le chanteur de tango Carlos Gardel (1890-1935) a vécu dans cet immeuble en 1933 (plaque commémorative).
- No 15 : siège historique de la Société héliographique fondée en janvier 1851, première société savante de photographes, et de La Lumière, leur organe de presse.
- No 17 : Hôtel Bedford. Hôtel de voyageurs fondé vers 1850 par une comtesse russe qui lui donna un nom anglais pour répondre à l'anglomanie de l'époque et attirer les touristes britanniques. Parmi les clients illustres de l'établissement figura l'empereur Pierre II du Brésil, qui y vécut les dernières années de sa vie, jusqu'à sa mort en 1891. De nombreux musiciens ont aussi séjourné au Bedford, parmi lesquels le compositeur Camille Saint-Saëns en 1857, le compositeur brésilien Heitor Villa-Lobos de 1952 à 1959 (plaque commémorative) ou, plus récemment, le violoniste Yehudi Menuhin. Depuis 1914, l'hôtel est resté dans la même famille suisse, les Berrut. En 1897, Sylvain Berrut, âgé de 19 ans, arriva à Paris de son village de Troistorrents, dans le canton du Valais et parvint à se faire engager comme groom avant de gravir tous les échelons jusqu'à devenir directeur, puis propriétaire de l'hôtel. L'établissement est aujourd'hui dirigé par ses petits-enfants. Abrite la légation hongroise de 1921 à 1924.
- (ancien no 21) : le conventionnel Philippe-François-Joseph Le Bas (1764-1794), y a demeuré après son mariage avec Élisabeth Duplay en 1793 [1].
- No 21 : emplacement, de 1946 à 1965, de la Banque commerciale pour l'Europe du Nord, qui permet à l'URSS de financer des activités communistes pendant la guerre froide[8]. En 1951, l'immeuble est victime d'un attentat[9].
- No 20 et 22 : emplacement de l'hôtel de Soyecourt[10], devenu le « petit hôtel de Soubise », passé à la famille de Castellane, puis à celle de Lubersac, et enfin aux raffineurs de sucre Sommier. « Petite maison » construite par Pierre Contant d'Ivry pour le maréchal de Soubise et mise au goût du jour en 1780 par l'architecte Jacques Cellerier[11]. Le maréchal de Soubise y mourut en 1787[12]. Selon Charles Lefeuve, qui écrivait en 1856 : « L'édifice est princier, malgré le peu d'étendue de ses proportions ; le corps de bâtiment du fond de la cour présente quatre colonnes doriques surmontées d'un frontispice sculpté avec goût et vigueur. Entrez, vous voilà l'hôte de M. le marquis de Lubersac dont la famille, bien connue, est originaire de la Bretagne. Avant les Lubersac, des Castellane y séjournaient[13]. » Détruit en 1825 par le percement de la rue de Castellane. La parcelle est achetée par le raffineur de sucre Pierre-Alexandre Sommier qui y fait édifier par l'architecte Joseph Le Soufaché deux bâtiments jumeaux formant un quadrilatère partageant une cour d'honneur à l'avant commandée par deux grands porches, et un jardin à l'arrière. Le 20 a été transformé en l'hôtel de luxe Alfred Sommier par Richard de Warren de Rosanbo, un descendant Sommier.
- No 25 : consulat général du Pérou.
- No 27 : Maurice de Guérin habite à ce numéro en 1834. C'est vraisemblablement en ce lieu qu'il rédige son poème Glaucus.
- (ancien no 28) : La comtesse de Loynes (1837-1908) y eut, grâce au prince Napoléon, un bel appartement rue de l'Arcade où elle établit son célèbre salon littéraire et politique.
- No 29 : Jean-Baptiste Pancrazi, membre de la bande à Bonnot, y a demeuré[14]
- No 30 : ancien atelier de François Joseph Tronville en 1841.
- No 31 : passage Puteaux.
- (ancien no 32) : Jacques Raymond Brascassat (1804-1867), peintre, y a demeuré vers 1844[1].
- No 34 : immeuble datant de 1856, au décor de façade singulier.
- No 36 : Pierre Marcilhacy (1910-1987), homme politique, y est né[15].
- No 38 : le vicomte d'Arlincourt, poète royaliste, résidait à ce numéro en 1832. Puis le célèbre peintre Joseph Chabord, y a demeuré vers 1838-1848[16].

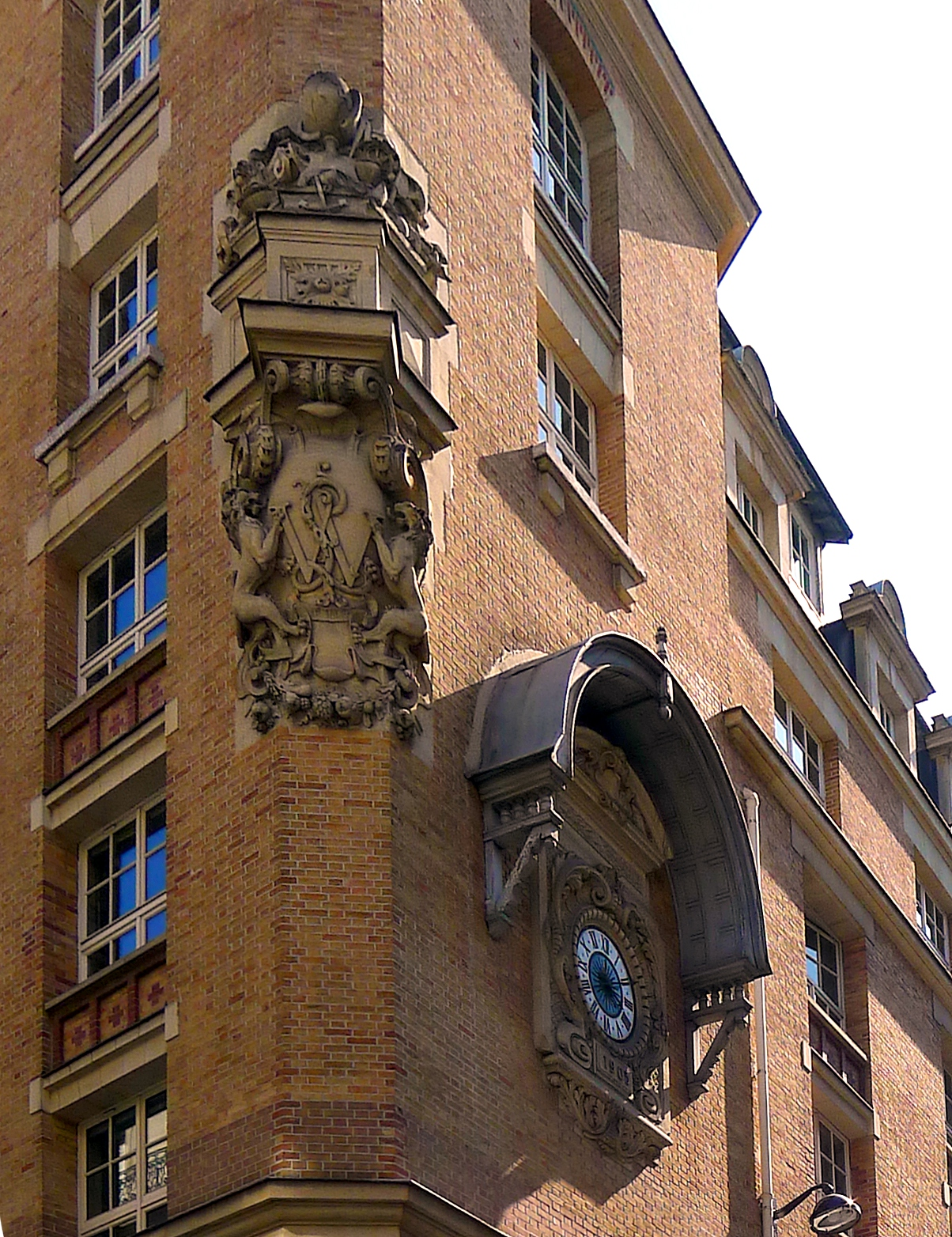
No 40 : décoration de l'immeuble d'angle.

- No 40 (angle de la rue des Mathurins). Ancien hôtel de la Compagnie des wagons-lits, construit en 1903. Le marquis de Rochegude signale, sur la façade sur la rue des Mathurins, « une grande horloge et un plan du Transsibérien[1] ». L’emplacement est actuellement partiellement occupé par les locaux de l’école supérieure d’hôtellerie Luxury Hotelschool Paris.
- No 53[17] : hôtel de Beauvoir. Construit pour Charles-Amable Hébert, marquis de Beauvoir (1740-1830), lieutenant général des armées du roi en 1816. Il fut également habité par la veuve de l'homme politique d'extrême-gauche Jacques-Antoine Manuel (1775-1827)[13].
- No 56 : ancien atelier de François Joseph Tronville en 1848.
- No 57 : emplacement de l'hôtel de Pancemont. Construit sous le Premier Empire pour Jean-Baptiste-François Mayneaud (1755-1836), baron de Pancemont et de l'Empire, qui fut président à mortier au Parlement de Bourgogne, député de l’arrondissement de Charolles dans les Cent-Jours et conseiller d'État, Premier président de la cour royale de Nîmes et créé comte en juillet 1822 par lettres patentes de Louis XVIII, frère aîné d'Antoine Xavier Mayneaud de Pancemont. À sa mort, l'hôtel passa à sa fille Adèle (1791-1867) et à son gendre, le comte Camille de Tournon-Simiane (1778-1833), chambellan de Napoléon Ier, qui fut préfet de Rome, de Bordeaux et de Lyon et qui mourut dans l'hôtel en 1833. Appartenait en 1910 à la marquise de Croix[1], la famille de Croix-Tournon ayant recueilli l'héritage du comte Mayneaud de Pancemont.
- Dans cette rue vécut l'éditeur Léo Scheer (1947-2024)[18].

### La rue de l'Arcade en littérature
- C'est dans cette rue que Bernard Simiot et Philippe Simiot situent le « petit hôtel particulier situé au fond d'une cour pavé à laquelle on accède en passant sous le porche d'une construction plus importante, élevée avant la Révolution. Déclaré bien national », racheté par monsieur Paturelle, dont sa fille Mélanie le reçut en dot pour son mariage avec François Carbec, dit « Carbec, mon Empereur », titre éponyme de leur roman, édité chez Albin Michel, 1999  (ISBN 2-226-10801-7).

## Sources
- Félix et Louis Lazare, Dictionnaire administratif et historique des rues de Paris et de ses monuments, Paris, Imprimerie de Vinchon, 1844-1849.
- Charles Lefeuve, Les Anciennes Maisons de Paris. Histoire de Paris rue par rue, maison par maison, t. I, Paris, C. Reinwald, 1875, 5e éd..
- Félix de Rochegude, Promenades dans toutes les rues de Paris : VIIIe arrondissement, Paris, Hachette, 1910 (lire en ligne).
- Patrice de Vogüé, Vaux-le-Vicomte : mémoire d'un chef-d'œuvre, 1875-2008, Imp. nationale, 2008